# Leishmania donovani
Leishmania donovani é uma espécie de protozoário flagelado da família Trypanosomatidae. A espécie é o agente etiológico da leishmaniose visceral do Velho Mundo.
A espécie foi descrita em 1903 por Alphonse Laveran e Félix Mesnil como Piroplasma donovani. No mesmo ano, Ronald Ross recombinou a espécie para Leishmania donovani.